# ناوشکن کلاس کلکته
ناوشکن کلاس کالکاتا (به انگلیسی: Kolkata-class destroyer) یک کلاس از کشتی است که طول آن ۱۶۳ متر (۵۳۵ فوت) می‌باشد.